# Hafþór Júlíus Björnsson
Hafþór Júlíus Björnsson, detto Thor (pronuncia: [ˈhafθour ˈjuːliʏs ˈpjœsːɔn]; Reykjavík, 26 novembre 1988), è un attore, ex cestista e strongman islandese.

## Biografia
Björnsson ha iniziato la carriera sportiva come giocatore di pallacanestro. Con un'altezza di 2,06 m rivestì la posizione di centro nel K.R. Basket Reykjavík a partire dal 2006. Per la stagione 2007-2008 militò invece nel FSu Selfoss Basketball. Fu costretto a ritirarsi dalla pallacanestro all'età di venti anni, in seguito ad un grave infortunio al ginocchio.
Nel 2008 Hafþór fece la conoscenza dello strongman islandese Magnús Ver Magnússon, che lo iniziò alla disciplina. Hafþór vinse molte gare nel 2010, tra cui lo Strongest Man in Iceland, Iceland's Strongest Viking, Westfjords Viking e la OK Badur Strongman Championships. Inoltre, si piazzò secondo alla prima edizione del Jon Pall Sigmarsson Classic, dietro a Brian Shaw. Nel 2011 vinse la competizione nazionale di strongman in Islanda, mentre arrivò secondo alla gara Giants Live Polonia 2011. Hafþór ha preso parte alla competizione World's Strongest Man per quattro volte: ha raggiunto la sesta posizione nel 2011, è arrivato terzo nel 2012 e nel 2013, ed ha concluso piazzandosi secondo nel 2014 dietro al lituano Žydrūnas Savickas. È stato Europe's Strongest Man nel 2014, 2015, 2017, 2018 e 2019.
Dal 2014 al 2019 interpreta inoltre il personaggio di Gregor Clegane, la "Montagna", nella serie televisiva HBO Il Trono di Spade (Game of Thrones), ruolo già rivestito da Conan Stevens e Ian Whyte nella prima e nella seconda stagione rispettivamente. Partecipa inoltre al programma Lo show dei record dal 2015 dove sfida il suo rivale Žydrūnas. Sposato con la modella canadese Kelsey Henson dal 2018, il 6 maggio del 2018 ha vinto per la prima volta il WSM (World's Strongest Man) a Manila, nelle Filippine.
A causa di un infortunio al primo giorno di qualificazione (lacerazione della fascia plantare del piede sinistro), rischia il ritiro al WSM 2019 in Bradenton (FL), ma recupera arrivando poi terzo nella finale. Si tratta per lui dell'ottavo podio consecutivo nel massimo torneo mondiale strongman, comunque dopo aver vinto nuovamente l'Arnold Strongman Classic e lo Europe's Strongest Man nel corso del 2019. Nel corso del 2019 non prende più parte ad alcuna gara, ad eccezione dell'Iceland's Strongest Man, gara che si aggiudica per la nona volta di fila.
Il 2020 inizia per Hafþór nel migliore dei modi, quando per la terza volta di fila si aggiudica l'Arnold Strongman Classic in Ohio, principale gara del circuito Strongman che Arnold Schwarzenegger ha creato e affiancato alle gare di bodybuilding che portano il suo nome. La manifestazione si svolge già nel clima del lockdown a causa del diffondersi del coronavirus, senza pubblico, e in seguito ogni altra manifestazione Strongman prevista nel 2020 viene sospesa. A questo punto, nel marzo 2020 l'azienda Coresports decide di sponsorizzare e diffondere in streaming una serie di tentativi di record nelle specialità degli Strongman e del Powerlifiting, e Hafþór partecipa stabilendo il 2 maggio 2020 un record mondiale ufficiale di 501 kg (con barra standard, cinghie e suit), avendo superato di un solo kg il record stabilito da Eddie Hall nel 2016.
Nello stesso evento dichiara di avere firmato un contratto con Coresports per un incontro di boxe con lo stesso Eddie Hall, da disputarsi sul ring di Las Vegas nel settembre 2021, e che pertanto per un anno e mezzo si allenerà solo in funzione del match di pugilato che lo vedrà opposto ad Eddie Hall; questo implicherà un cambio di abitudini, di allenamento e di alimentazione, e una notevole perdita di peso corporeo. All'ex campione inglese Eddie Hall, che sarà suo avversario nel match di pugilato, Hafþór imputa anche la vittoria con mezzi sleali al WSM del 2017, quando Hafþór era risultato secondo per un solo punto. Di fatto la carriera di Strongman di Hafþór Júlíus Björnsson viene così sospesa (presumibilmente, con l'eccezione della eventuale disputa per il 2020 dell'Iceland's Strongest Man, titolo nazionale di cui lui detiene il record di vittorie).
Nel Marzo 2024 Hafthor ritorna ufficialmente nello Strongman competetendo nell'Arnold Strongman Classic 2024, decisione già annunciata nel 2023. Nel Luglio 2025 partecipa all'evento Strongman The Eisenhart Black Deadlift Championships tenuto a Baviera ogni anno, dove sollevando 505 kg stablisce un nuovo record mondiale di stacco da terra. 

## Palmarès

### World's Strongest Man
- Los Angeles 2012
- Sanya 2013
- Los Angeles 2014
- Putrajaya 2015
- Kasane 2016
- Gaborone 2017
- Manila 2018
- Bradenton 2019

### World's Ultimate Strongman (WUSDUBAI)
- 2018

### Europe's Strongest Man
- 2014
- 2015
- 2016
- 2017
- 2018
- 2019

### Iceland’s Strongest Man
- 2010
- 2011
- 2012
- 2013
- 2014
- 2015
- 2016
- 2017
- 2018
- 2019

### Strongest Man in Iceland
- 2010
- 2011
- 2012
- 2016
- 2017

### Iceland's Strongest Viking
- 2010
- 2011
- 2012

### Arnold Strongman Classic
- 2017
- 2018
- 2019
- 2020

### Jón Páll Sigmarsson Classic
- 2010
- 2012
- SCL Iceman Challenge IV 2013
- Lituania 2013
- Germania 2013
- SCL Iceman Challenge 2015

### Westfjord's Viking
- 2010
- 2011
- 2012

### OK Budar Strongman Championships
- 2012

## Record personali
- Squat - 440 kg (970 lb) raw con wraps (Thor's Powerlifting challenge, 2018)
- Panca piana - 250 kg (551 lb) (Thor's Powerlifting challenge, 2018)
- Stacco con pneumatici - 460 kg (1.014 lb)
- Deadlift (Strongman) - 505 kg [7]
- Deadlift (Strongman) - 476 kg (Arnold Strongman Classic 2019) con bilanciere Elephant Bar, fasce ai polsi, nessuna tuta
- Deadlift - 410 kg (904 lb) (Thor's Powerlifting challenge, 2018), totalmente raw
- Totale Powerlifting - 1100 kg (2425 lb) (Thor's Powerlifting challenge, 2018)
- Log press - 213 kg (470 lb) (Europe's Strongest Man 2018)
- Log carry - [5 steps] 650 kg (1,433 lb)
- Keg toss - 7.15 m (23 ft)
- Keg lancio - 8 kg in 16.35 secondi (World's Strongest Man 2014). Record Strongman.

## Cinema
- Operation Ragnarök, regia di Fredrik Hiller (2017)
- Kickboxer: Retaliation, regia di Dimitri Logothetis (2018)
- The Northman, regia di Robert Eggers (2022)

### Televisione
- Il Trono di Spade (Game of Thrones) – serie TV, 24 episodi (2011-2019)

## Videoclip
- Swish Swish di Katy Perry (2017)
- Muscle Club di DJ Muscleboy (2019) (regia di Hannes Þór Halldórsson)